# Зеленеют сирени
«Зеленеют сирени» (англ. Green Grow the Lilacs) — пьеса Линна Риггса (англ. Lynn Riggs), созданная в 1931 году. Название её заимствовано из одноимённой народной песни («Green Grow the Lilacs»). Пьеса ставилась на Бродвее 64 раза, впервые — 26 января 1931 года, и была номинирована на Пулитцеровскую премию.
Действие происходит в 1900 году. В центре сюжета находится любовная история между ковбоем Кёрли Маклейном (первым исполнителем его роли стал актёр Франшо Тоун) и молодой девушкой Лори Уильямс (её играла Джун Уокер). Роль тёти Элли исполнила Хелен Уэстли, а персидского торговца — Ли Страсберг.

## Персонажи
- Кёрли Маклейн / Curly McClain
- Тётя Элли Мёрфи / Aunt Eller Murphy
- Лори Уильямс / Laurey Williams
- Джитер Фрай / Jeeter Fry
- Эдо Энни Карнс / Ado Annie Carnes
- Торговец / A Peddler
- Корд Элам / Cord Elam

## «Оклахома!»
Мюзикл «Оклахома!» (англ. Oklahoma!), поставленный по мотивам этой пьесы в 1943 году, очень близко придерживается оригинального сюжета, за исключением концовки: в мюзикле Кёрли судят за случайное убийство Джитера (в мюзикле — Джада) и выносят оправдательный приговор, а в пьесе будущее Кёрли остаётся неизвестным. Кроме того, в пьесе лишь упоминается комический персонаж Уилл Паркер, но не появляется, также как отсутствует история с 50 долларами, которые Уилл Паркер должен отдать отцу своей невесты. Пьеса, в отличие от мюзикла «Оклахома!», практически забыта в настоящее время.